# E17

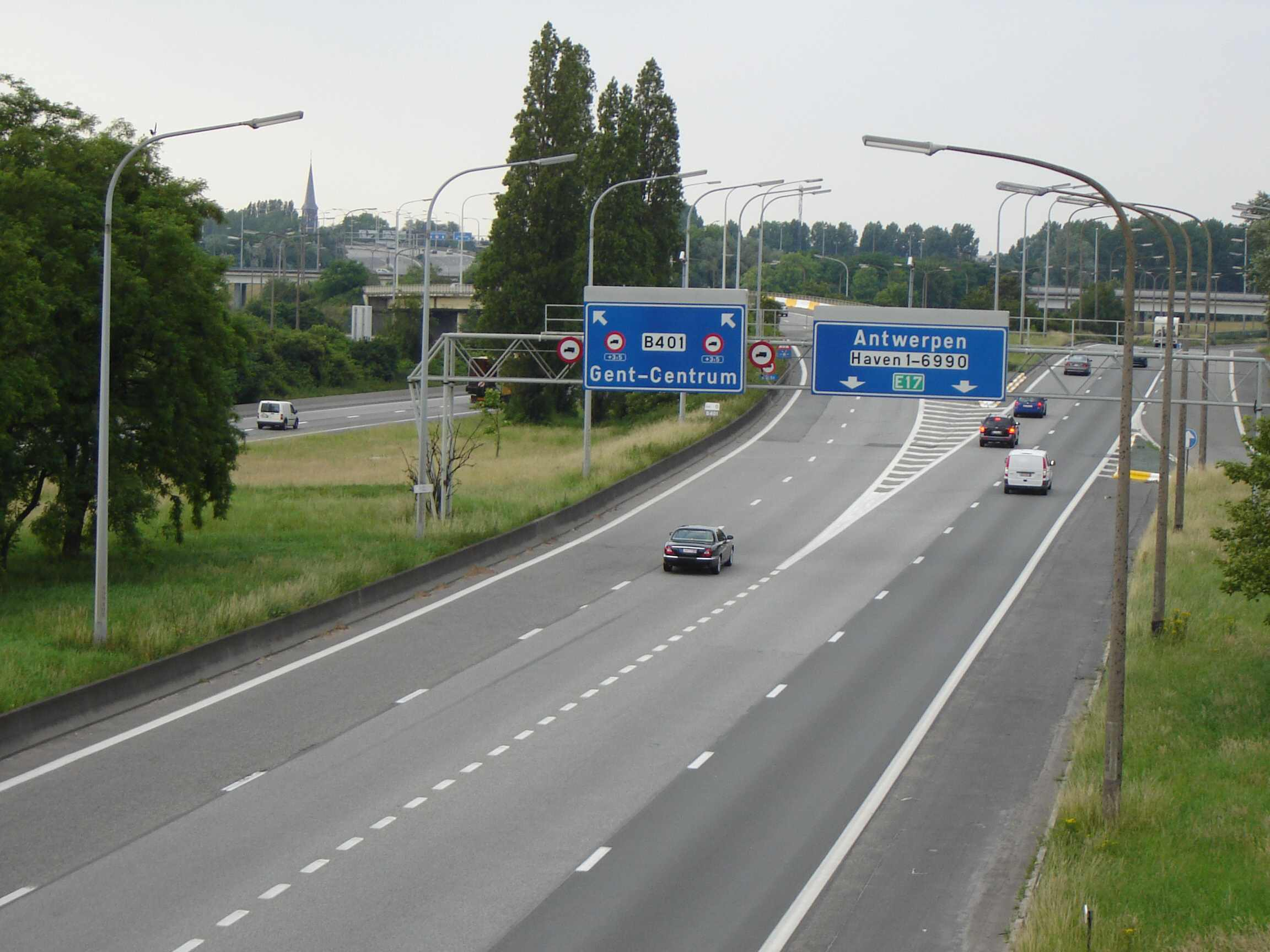
E17/A14 i Gent, Belgien.

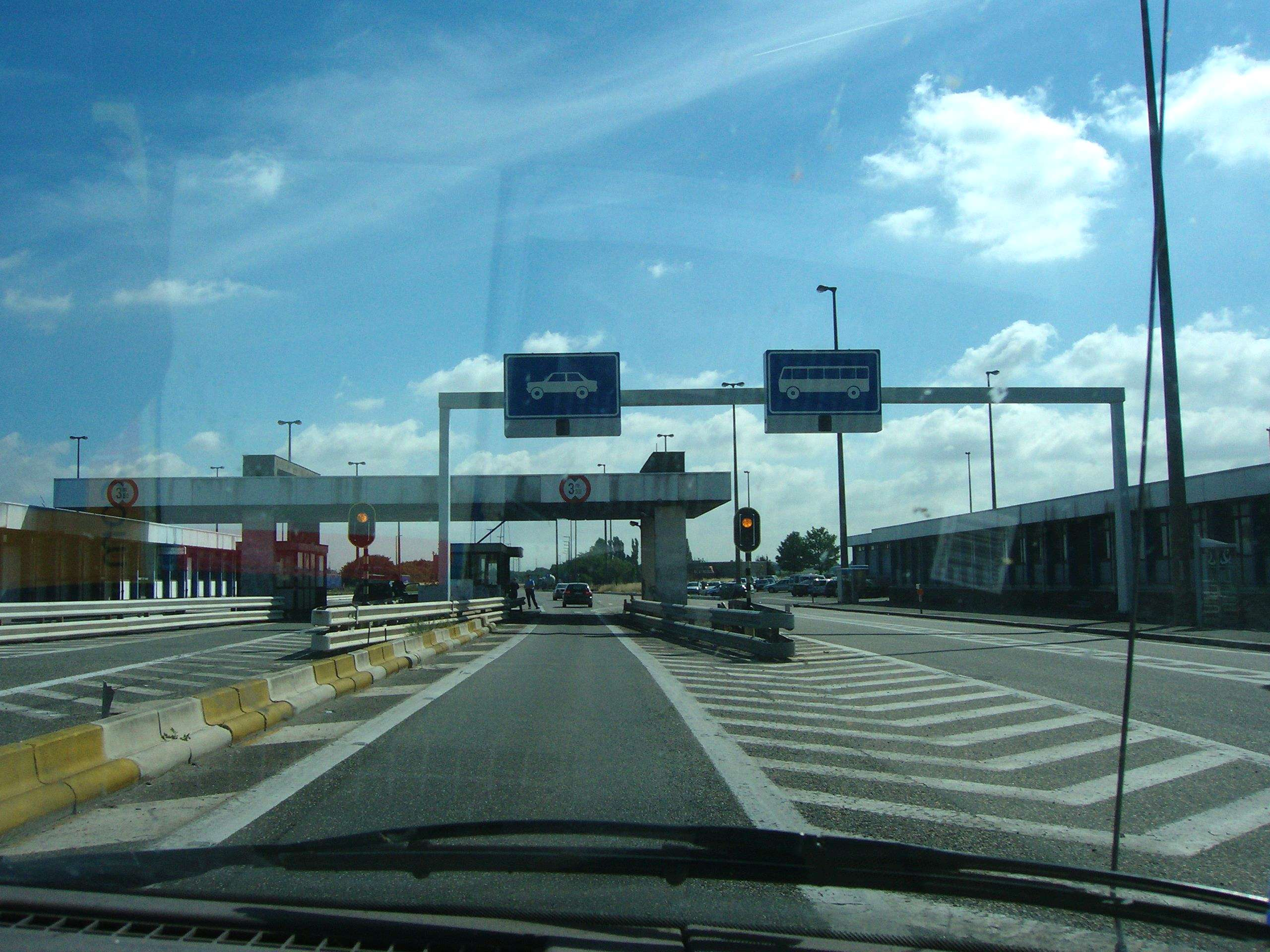
E17, Gränsövergång Frankrike-Belgien.

E17 eller Europaväg 17 är en europaväg som börjar i Antwerpen i Belgien och slutar i Beaune i Frankrike. Längden är 670 kilometer.

## Sträckning
Antwerpen - Gent - Kortrijk - (gräns Belgien-Frankrike) - Douai - Reims - Beaune

## Standard
Vägen är motorväg hela sträckan. Den går längs följande nationella motorvägar:
- A14 (motorväg, Belgien)
- A1 (motorväg, Frankrike)
- A26 (motorväg, Frankrike)

### Anslutningar till andra europavägar
| - E19 - E34 - E40 - E403 - E42 |  | - E15 - E19 - E44 - E46 - E50 |  | - E511 - E54 - E21 - E60 |